# ناحیه اینگالستون، میشیگان
ناحیه اینگالستون (به انگلیسی: Ingallston Township) یک منطقهٔ مسکونی در ایالات متحده آمریکا است که در شهرستان منامنی، میشیگان واقع شده‌است.
 ناحیه اینگالستون ۱۸۵٫۵ کیلومتر مربع مساحت و ۱٬۰۴۲ نفر جمعیت دارد و ۲۰۷ متر بالاتر از سطح دریا واقع شده‌است.